# Pinkeltje (film)
Pinkeltje is een Nederlandse familiefilm uit 1978, gebaseerd op de boekenreeks Pinkeltje geschreven door Dick Laan.  De film werd geregisseerd en geschreven door Harrie Geelen. In hetzelfde jaar bewerkte Imme Dros de film in een boek.

## Verhaal
Een professor genaamd Ludwig van Cleve onderzoekt of pinkels echt bestaan. Hiervoor belt hij zelfs naar Dick Laan. Intussen zoeken zijn 2 handlangers Troelstra en van der Kal naar pinkels in Afrika. In Pinkeltjesland is de uitvinder Pinkelbaron Krikhaer vermist terwijl hij bezig was aan zijn nieuwe uitvinding de vergeet-thee.
Vervolgens zijn Pinkeltje en Pinkelotje op bezoek bij Dick Laan in Nederland om op zoek te gaan naar Pinkelbaron Krikhaer. Vervolgens ontdekken ze dankzij de dromenbril die Pinkeltje kreeg van Klaas Vaak dat de Pinkelbaron Krikhaer gevangen zit bij een professor genaamd Ludwig van Cleve. Intussen zijn Prinses Pinkelilly, de dochter van een broer van Koning Pinkelpracht, en haar hofdame Pinkeldame Akeleitje aan het wandelen waarop ze belanden aan de tunnel die leidt naar de wereldwaterval waar de echte wereld begint. Prinses Pinkelilly slaagt erin de verlegen Ponkel Poortbewaarder te overtuigen hen door te laten om even naar de waterval te kijken tegen de zin van Pinkeldame Akeleitje. De koppige prinses gaat echter door de waterval waarop ze ontvoerd worden door Troelstra en van der Kal. Intussen is de vriend van Prinses Pinkelilly, Prins Pinkelbert, op zoek naar de prinses. Het personeel van het kasteel van haar vader sturen hem in de richting waarin de prinses en de hofdame vertrokken zijn. Een poos later gaat hij naar Ponkel Poortbewaarder om te vragen of hij hen heeft gezien waarop hij verneemt dat ze de tunnel in gegaan zijn. Vervolgens zet de prins de achtervolging in en dwingt Ponkel om mee te gaan. Ze slagen erin om mee te reizen met de 2 boeven naar Nederland. Daar aangekomen ontdekken de boeven de prins en Ponkel en ze nemen hen ook gevangen. Vervolgens ontmoeten de pinkels in Nederland ook Pinkelbaron Krikhaer die gevangengenomen werd omdat hij bloemen aan de andere kant van de waterval nodig had voor zijn uitvinding.
Hierop bedenken Pinkeltje, Pinkelotje en Dick Laan een plan om de pinkels te bevrijden. Ze zetten de 3 boeven vol met geverfde stippen en strooien jeukpoeder in hun kleren. Vervolgens maakt Dick Laan hen wijs dat Pinkels een besmettelijke ziekte genaamd de pinkelpokken dragen, maar er zelf geen last van hebben. Hij beweert ook dat de thee van Pinkelbaron Krikhaer de enige remedie is. Hierop vergeten de boeven het hele gebeuren en het bestaan van pinkels waarna de pinkels allemaal terug naar Pinkeltjesland gaan.

## Rolverdeling
| Acteur             | Personage                  |
| ------------------ | -------------------------- |
| Aart Staartjes     | Pinkeltje                  |
| Wieteke van Dort   | Pinkelotje                 |
| Bob de Lange       | Dick Laan                  |
| Ferd Hugas         | Professor Ludwig van Cleve |
| Paul Meijer        | Leo van der Kal            |
| Sacco van der Made | Troelstra                  |
| Lex Goudsmit       | Pinkelbaron Krikhaer       |
| Emmy Lopes Dias    | Pinkeldame Akeleitje       |
| Ab Hofstee         | Ponkel Poortbewaarder      |
| Will van Selst     | Prins Pinkelbert           |
| Jorrit Stellema    | Prinses Pinkelilly         |
| Onno Molenkamp     | Taxichauffeur              |
| Riet Wieland Los   | Verkoopster                |
| Eddy Harmsen       | Douanebeambte              |

## Achtergrond

### Productie
Cinénews had nieuwe technieken ontwikkeld en vroeg Harrie Geelen om met die technieken een film te maken. Bij de opnames werd er gebruikgemaakt van Chromakey. Men filmde de mensen op 1 video en de acteurs die de Pinkels vertolkten werden op een andere video opgenomen met een blauwe achtergrond waarna men de beelden samenvoegt. Nadat de 2 video's samengevoegd werden, werd de film in de Verenigde Staten overgeschreven op 35 mm. De film werd opgenomen in het formaat Wide Screen. De pinkels hebben een verhouding van 3 op 40 ten opzichte van de mensen in de film. In de boeken spelen dieren een grote rol, maar in de film niet: dit was technisch nog onmogelijk.  Verder had Geelen voordat de opnames begonnen de film al volledig uitgetekend, inclusief cameraposities, wat destijds zeer ongewoon was.
De buitenopnames vonden onder andere plaats in Nijkerk en de binnenopnames vonden plaats in de studio's van Cinécentrum. De film werd gefinancierd door het Dick Laan Fonds, opgericht door de filmrecensent Dick Boer en het Nederlands filmmuseum. De film werd opgenomen door Video Hilversum. Tijdens de productie droeg de film nog de titel Pinkeltje en de Pinkeltjesdiefstal. Toch verscheen de film onder de titel Pinkeltje.

### Muziek
De soundtrack werd gecomponeerd door de Nederlandse componist Joop Stokkermans. Het album werd door Philips uitgebracht in 1978 op lp. De teksten werden geschreven door Harrie Geelen.

### Merchandising
Deze film is een van de eerste Nederlandse films waarbij massaal merchandising is uitgebracht.